# Мерзляков, Иван Гаврилович
Иван Гаврилович Мерзляков (1922, Алтайский край — 18.01.1945) — командир 76-мм орудия 232-го отдельного истребительно-противотанкового дивизиона, старший сержант — на момент представления к награждению орденом Славы 1-й степени.

## Биография
Родился в 1922 году в селе Усково Кытмановского района Алтайского края. Окончил 4 класса. Работал трактористом в колхозе «Путь Ленина».
В августе 1941 года был призван в Красную Армию. Службу начал на Дальнем Востоке. В боях Великой Отечественной войны с сентября 1942 года. Воевал на Юго-Западном и 1-м Украинском фронтах. Был наводчиком, затем командиром орудия 232-го отдельного истребительно-противотанкового дивизиона 302-й стрелковой дивизии. Член ВКП с 1944 года.
В апреле 1944 года в боях за город Тернополь сержант Мерзляков со своим расчетом все время находился в боевых порядках пехоты, точным огнём обеспечил захват нескольких зданий, вывел из строя 5 пулеметов и до 20 противников.
Приказом по частям 302-й стрелковой дивизии от 19 апреля 1944 года сержант Мерзляков Иван Гаврилович награждён орденом Славы 3-й степени.
15—26 августа 1944 года во время наступательных боев на подступах к городу Дембица старший сержант Мерзляков со своим расчетом прямой наводкой поразил 3 вражеских пулемета и свыше взвода живой силы.
Приказом по войскам 60-й армии от 18 октября 1944 года старший сержант Мерзляков Иван Гаврилович награждён орденом Славы 2-й степени.
17 января 1945 года в бою за город Прошовице расчет старшего сержант Мерзлякова, ведя огонь с открытой позиции, уничтожил свыше взвода пехоты противника, несколько повозок с боеприпасами. Отражая контратаки противника на западной окраине города уничтожил до взвода пехоты, две пулеметные точки, задержал обоз противника, пытавшийся прорваться к немецкому краю обороны. 18 января, при отражении очередной контратаки был тяжело ранен, скончался на поле боя.
Похоронен на кладбище города Прошовице.
Указом Президиума Верховного Совета СССР от 10 апреля 1945 года за образцовое выполнение заданий командования в боях с захватчиками старший сержант Мерзляков Иван Гаврилович награждён орденом Славы 1-й степени, став полным кавалером ордена Славы.
Награждён орденами Славы 3-х степеней. В Кытманово на мемориале Великой Отечественной войны установлен бюст Мерзлякова Ивана Гавриловича.